# Hard to Kill
 Hard to Kill is een Amerikaanse actiefilm uit 1990 van regisseur Bruce Malmuth. Acteur Steven Seagal speelt in de film de rol van agent Mason Storm.

## Verhaal
Bij een inbraak in zijn woning schieten inbrekers Mason Storm neer en vermoorden ze zijn vrouw.
Als Mason na jaren in coma te hebben gelegen weer ontwaakt is werkelijk niemand veilig meer.

## Rolverdeling
| Acteur           | Personage            |
| ---------------- | -------------------- |
| Steven Seagal    | Mason Storm          |
| Kelly LeBrock    | Andy Stewart         |
| William Sadler   | Senator Vernon Trent |
| Frederick Coffin | Lt. Kevin O'Malley   |
| Bonnie Burroughs | Felicia Storm        |